# Визе (Кыркларели)
Визе (тур. Vize; греч. Βιζυη; болг. Виза) — город и район в провинции Кыркларели (Турция).

## История
С древности здесь стоял греческий городок Визиэ, центр лесопереработки и сельского хозяйства, продукция которого уходила через расположенного в 39 км порт Мидии. В византийскую эпоху город принадлежал епархии Европа, то есть находился непосредственно в округе Константинополя.
В 1912 году в городе и районе проживало:
Греки - 16 815 чел.
Турки - 9 140 чел.

## Известные уроженцы
- Визиинос, Георгиос (греч. Γεωργιος Βιζυηνος, 1849—1896) — известный греческий поэт и писатель, выбрал себе литературный псевдоним указывающий на город где он родился.

## Похоронены
- Девлет II Герай (крым. II Devlet Geray, ٢ دولت كراى‎; 1648—1718) — хан Крыма в 1699—1702 и 1709—1713 годах